# Şeytan Sofrası

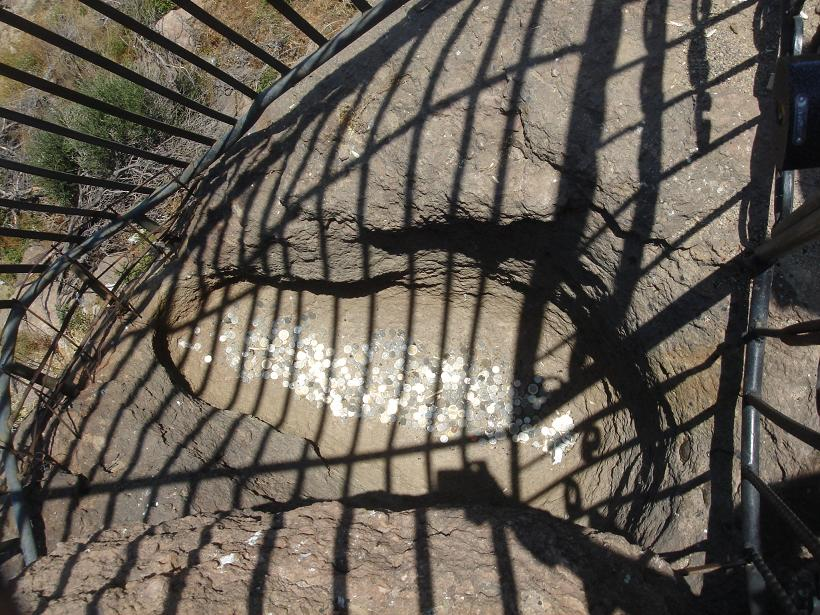
Huella del diablo

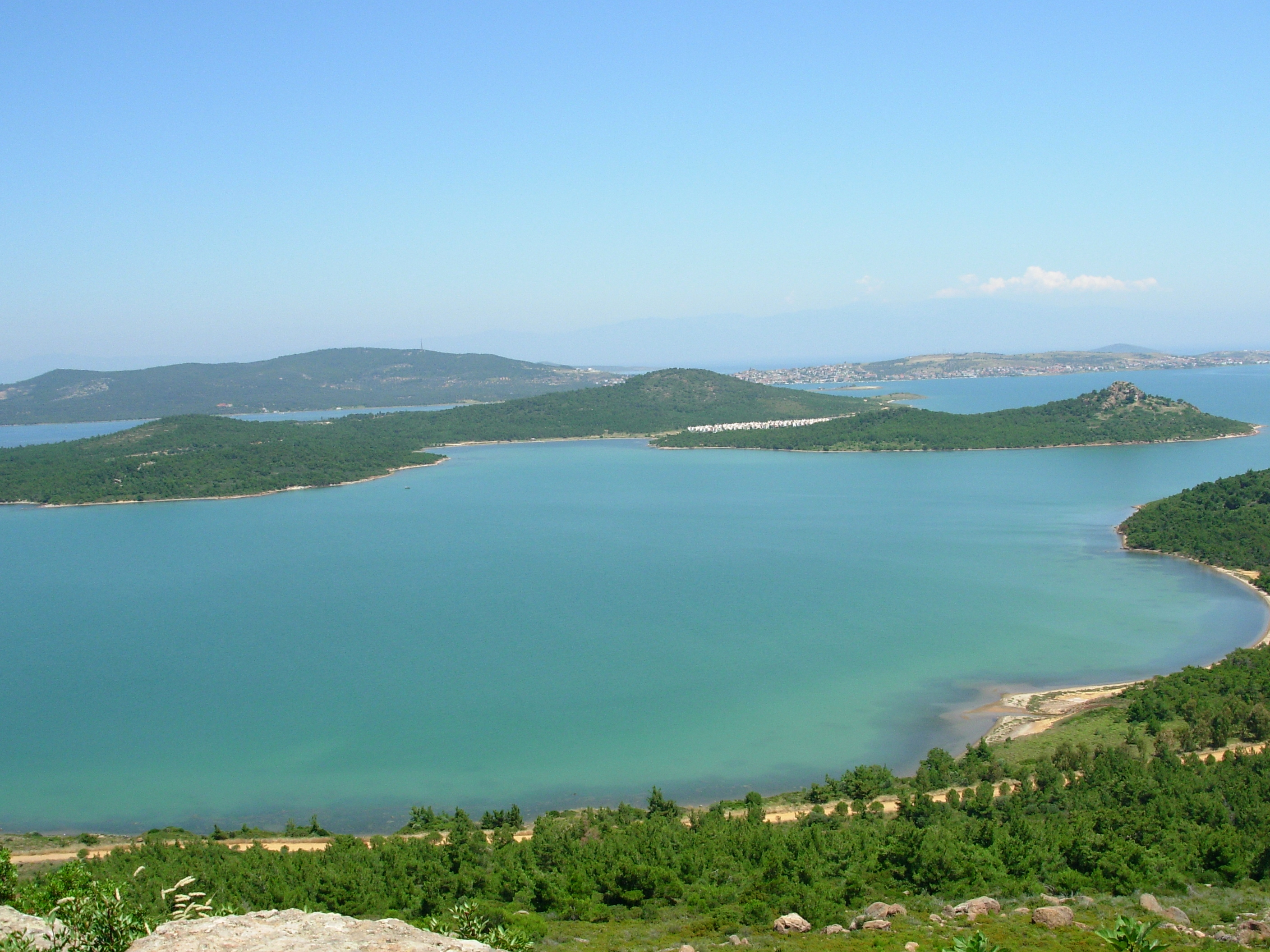
Vistas desde Şeytan Sofrası

Şeytan Sofrası se encuentra en la cima de la bahía de Ayvalik, a 8 km al sur del centro de esta isla. Desde la cima se pueden ver casi todas las islas y la silueta de Lesbos. En la cima existe un antiguo depósito de lava con forma de huella, la cual atribuyen las leyendas al diablo. Según la tradición se arrojan monedas a esta huella para atraer el dinero y la fortuna.
La colina está formada por el depósitos de lava de un volcán extinto, posteriormente desenterrado y dejando al descubierto una cima con forma redondeada. En la cima de la colina se construyó una jaula de hierro alrededor de la "huella del diablo", lugar turístico donde se hace el reclamo a la fortuna. En la cima solo existe un restaurante.
Toda la zona está rodeada bosques de pinos, desde el centro de Ayvalik. El 3 de julio de 2006, 300 hectáreas de estos bosques fueron dañadas en el incendio forestal que se inició en el distrito de Çamlık y llegó hasta la cima. Un helicóptero antiincendios perteneciente a la Administración Forestal  y 3 aviones de extinción de incendios pertenecientes a las Fuerzas Armadas de Turquía, procedentes de Antalya intervinieron en el incendio, siendo aun así insuficientes para salvar toda la zona de las llamas.[cita requerida]
El 17 de agosto de 2017 otro incendio atacó los bosques de Ayvalik, amenazando la cima de Şeytan Sofrası. Para este incendio de destinaron dos aviones anfibios, seis helicópteros, 36 aspersores y tres orugas para el control del incendio.